# Dalum
 For alternative betydninger, se Dalum (flertydig). (Se også artikler, som begynder med Dalum)
Dalum er en bydel i Odense, beliggende ca. 4 km sydvest for centrum. Dalum hører til Dalum Sogn, og Dalum Kirke ligger i bydelen. Mod sydøst ligger Hjallese, mod sydvest Dyrup, mod vest Sanderum, mod nordvest Bolbro og mod nordøst Hunderup.

## Faciliteter
Dalumskolen fra 1911 er en to-tresporet skole med ca. 600 elever, fordelt på 0.-9. klassetrin, og 90 ansatte.
Dalum Idræts-Forening eller Dalum IF er en fodboldklub, der benytter Dalum Stadion. Det var en af de tre klubber, der i 2006 dannede FC Fyn. De to Dalumhaller fra 1967 og 1987 er hjemsted for 11 idrætsforeninger.
Bydelens primære handelsgade er Dalumvej, som er en indfaldsvej til Odense fra den Fynske Motorvejs afkørsel 51 og det sydvestlige Fyn. På vejen ligger bl.a. et mindre indkøbscenter, Dalumcentret, der åbnede 1. november 1989 som en tilbygning til det eksisterende Kvickly-varehus.
Dalum betjenes af FynBus' bybusser og rutebiler og fra Fruens Bøge Station i kvarteret Fruens Bøge af DSB's regionaltog til Odense, Ringe og Svendborg på Svendborgbanen.

## Historie

### Dalum Kloster
Dalum Kirke var nordfløjen af Dalum Kloster, som blev bygget af benediktiner-nonner, der flyttede hertil fra klosteret på Nonnebakken i Odense i slutningen af 1100-tallet. Ved Reformationen overgik klosteret til Kronen, men nonnerne fik lov til at blive boende til deres død. Snart forsvandt de oprindelige klosterbygninger, så kun kirken stod tilbage. Men lidt mod vest – på den anden side af den nuværende Dalumvej – opstod efterhånden en herregård, som i 1682 fik navnet Christiansdal. Godsets jord blev efterhånden solgt fra, og i 1906 købte de katolske Sankt Hedvigssøstre hovedbygningen. De kaldte igen stedet Dalum Kloster og har siden drevet hvilehjem her.

### Dalum Højskole
Christen Kold startede i 1851 Ryslinge Højskole, hans første og Danmarks tredjeældste folkehøjskole efter Rødding (1844) og Uldum (1849). Pga. pladsmangel flyttede han den til Dalby ved Kerteminde i 1853, og i 1862 flyttede han den til Dalum. Her døde han i 1870, og han blev begravet på Dalum Kirkegård.

### Dalum Landbrugsskole
Dalum Landbrugsskole blev i 1886 grundlagt i højskolens bygninger. I 1889 blev navnet ændret til Dalum Landbrugs- og Mejeriskole, idet der også blev oprettet mejeriskole. Dalum Landbrugsskole havde den 1. januar 1899 123 lærlinge og et tilliggende af 78 tønder land. Mejeriskolen blev udskilt i 1979 og er efter mange navneændringer kommet til at hedde Kold College. Begge institutioner ligger trods navnet i Hjallese.

### Dalum Papirfabrik
Dalum Papirfabrik – senere bare Dalum Papir – startede sin virksomhed lige ved Odense Å i januar 1875. Den var Danmarks største papirfabrik. Dens jordtilliggende af omtrent 22½ tønde land, hvoraf 13 td. land var bortforpagtede, de øvrige optaget af fabriksbygninger, funktionærboliger, haver m.m. Fabrikken blev drevet ved 260 hk dampkraft og to vandturbiner samt beskæftigede omkring 180 arbejdere og funktionærer. Ved Landevejen oven for Dalum Bro lå Dalum Mølle og en større samling af arbejderboliger. Endnu omkring år 1900 udgjorde fabriksbyen et særskilt samfund.
De franske ejere indstillede produktionen 26. november 2012.

### Stationsby og forstad
Dalum fik billetsalgssted på Odense-Nørre Broby-Faaborg Jernbane (1906-54) øst for Hjallese. Dalum billetsalgssted er tegnet af arkitekten Emanuel Monberg. Bygningen er bevaret på Hjallesegade 2. Den ligner ikke banens øvrige stationer, fordi den var opført som ledvogterhus, men der var billetsalg fra banens start. Der kom aldrig sidespor. Papirfabrikken, som var en af banens største kunder, havde industrispor fra Fruens Bøge Station, der også ligger i Dalum Sogn – her grenede Brobybanen fra Svendborgbanen.
Det blev i Fruens Bøge - ikke i Hjallese - at byudviklingen gik hurtigst. Her udviklede sig efterhånden et boligområde i kraft af omfattende udstykninger fra Kristiansdal Hovedgård. I 1906 havde Fruens Bøge 329 indbyggere, i 1911 629 indbyggere, i 1916 2.090 indbyggere, i 1921 2.628 indbyggere, i 1925 2.985 indbyggere. Til sammenligning havde Dalum Fabriksby i 1906 475 indbyggere, i 1911 484 indbyggere, i 1916 505 indbyggere, i 1921 563 indbyggere og i 1925 595 indbyggere. Hjallese by havde i 1906 294 indbyggere, i 1911 370 indbyggere, i 1916 597 indbyggere, i 1921 1.089 indbyggere og i 1925 1.106 indbyggere. Samlet havde Dalum kommune i 1925 5.054 indbyggere. Dette voksede til 5.317 indbyggere i 1930, 5.814 indbyggere i 1935, 5.905 indbyggere i 1940, 6.186 indbyggere i 1945, 7.464 indbyggere i 1950, 8.719 indbyggere i 1955 og 11.093 indbyggere i 1960. Endnu i 1925 talte de tre bysamfund kun 92,7% af kommunens indbyggere, men fra 1930 blev hele kommunen regnet som forstad til Odense.
I 1930 havde Dalum 5.317 indbyggere, hvoraf 517 levede af landbrug m.v., 2.755 af industri og håndværk, 568 af handel og omsætning, 213 af transport, 505 af immaterial virksomhed, 341 af husgerning, 391 var ude af erhverv og 27 ikke havde oplyst levevej.
I 1950 havde Dalum 7.464 indbyggere fordelt på 2.222 husstande, efter næringsveje fordelt således: 403 levede af landbrug m.v., 4.034 af håndværk og industri, 1.121 af handel og omsætning, 354 af transport, 632 af administration og liberale erhverv, 803 af aldersrente, formue, pension og lignende, mens 117 ikke havde oplyst erhverv.

### Kommunen
Dalum-Hjallese udgjorde en selvstændig sognekommune indtil kommunalreformen i 1970, hvor den blev en del af Odense Kommune. Det gamle rådhus, opført i 1940, husede efter kommunalreformen bl.a. et områdekontor. Efter en ombygning til 10 millioner kr. har bygningen siden 20. september 2008 huset Dalum Bibliotek, der flyttede fra Dalumskolens tidligere bygning.

## Galleri
- Dalum Kirke
- Christiansdal 1867
- Christen Kolds gravsten
- Sporet til Dalum Papir